# Старіння населення

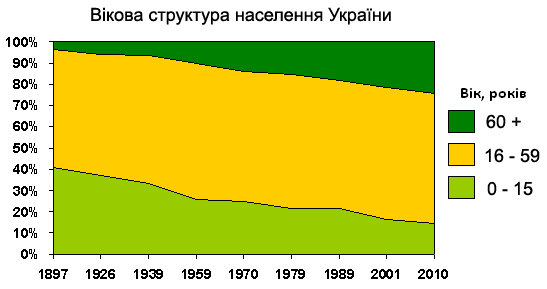
Зміна вікової структури населення України внаслідок старіння населення

Старіння населення — зсув розподілу населення за віком у бік старшого віку.

## Сутність процесу
Цей процес є результатом демографічних змін в характері народжуваності, смертності і частково міграції. За даними комісії ООН з питань розвитку суспільства станом на 2005 рік, старіння населення спостерігалося у всіх країнах світу крім 18. Облік тенденцій і наслідків демографічного старіння — одне з головних завдань демографічної політики.

## Демографічне старіння (старіння населення)
Під старінням населення, або демографічним старінням, слід розуміти збільшення частки людей старших вікових груп в населенні. Старіння населення є результатом тривалих демографічних змін, зрушень в характері відтворення населення, в народжуваності й смертності та їх співвідношенні, а також, частково, міграції.
Розрізняють два типи старіння населення:
- старіння «знизу», що є результатом зниження народжуваності;
- старіння «зверху», що є результатом збільшення середньої очікуваної тривалості життя, зменшення смертності в старших вікових групах за умови низької народжуваності.

## Сучасний стан в Україні
Населення України
12 січня 1989 рік.
Населення України
1 січня 2022 рік.
Старіння населення — це процес, який характерний для всіх європейських держав, але висока частка старих людей там досягається, головним чином, високою тривалістю життя, так зване старіння «знизу», а в Україні — за рахунок зменшення кількості дітей, так зване «старіння згори». Він буде продовжуватись і надалі.
Вікова структура населення України свідчить про регресивний тип відтворення поколінь: в ній нараховується понад 14,3 мільйонів пенсіонерів, з них за віком — понад 10,3 мільйонів осіб, за інвалідністю — понад 2,0 мільйони осіб. У розрахунку на 1000 осіб припадає понад 300 пенсіонерів.
Відбувається скорочення економічно ефективної частини населення; частка людей у віці 15—24 роки – 15 %, а 25—59 роки — 46,7 %. Скорочення економічно активного населення призведе до ще більшого зростання рівня навантаження на населення працездатного віку. За шкалою ООН старим населення вважається тоді, коли частка людей у віці понад 65 років становить більше 7 %. В Україні вона загалом досягнула 15,9 %, а серед сільських жителів — 19,8 %. Тому населення країни оцінюють як дуже старе.
Важливими наслідками старіння населення, як відзначають західноєвропейські дослідники, є крім погіршення демографічних показників, ще й такі: зниження здатності до освоєння нових професій і застосування нових технологій, негативний вплив на ефективність виробництва, бо з віком величина зарплати збільшується, а продуктивність праці зменшується.
Прогноз вікової структури, складений Відділом демографії і відтворення трудових ресурсів Інституту економіки НАН України на 2026 рік показує, що частка людей пенсійного віку збільшиться до 24,7 %, а дітей — зменшиться до 15 %, відповідно збільшиться демографічне навантаження людьми старшого віку на працездатних людей. Ці показники уже в 2005 році становили 23,8 % (старшого віку) і 16,3 % (молодшого віку), їх зміна відбувається значно вищими темпами, ніж передбачалась.
| Розподіл населення України за віком (1959 р.) | Розподіл населення України за віком (1959 р.) |
| Вікові групи (років)                          | %                                             |
| --------------------------------------------- | --------------------------------------------- |
| 0–15                                          | 27,1                                          |
| 16—64                                         | 66                                            |
| 65 і старші                                   | 6,9                                           |

| Розподіл населення України за віком (1989 р.) | Розподіл населення України за віком (1989 р.) |
| Вікові групи (років)                          | %                                             |
| --------------------------------------------- | --------------------------------------------- |
| 0–18                                          | 27,2                                          |
| 19—64                                         | 61,06                                         |
| 65 і старші                                   | 11,7                                          |

| Розподіл населення України за віком (2022 р.) | Розподіл населення України за віком (2022 р.) |
| Вікові групи (років)                          | %                                             |
| --------------------------------------------- | --------------------------------------------- |
| 0–18                                          | 18,9                                          |
| 19—64                                         | 63,5                                          |
| 65 і старші                                   | 17,6                                          |

Дослідження вчених нашої країни підтверджує, що в сучасних умовах неможливо докорінно поліпшити вікову структуру населення внаслідок збільшення показників народжуваності. Тому статево-вікові піраміди населення все більше звужуватимуться при основі. Найголовнішим завданням, що стоїть у галузі поліпшення якісної структури населення є створення можливостей для підвищення якості життя всіх людей, ефективного використання як працездатного населення, так і соціального, культурного і трудового потенціалу населення старшого віку. Всебічне вивчення соціально-економічних характеристик різних вікових груп людей, особливо професійної придатності, яка пов'язана із віком і досвідом, дасть можливість переглянути деякі негативні моменти, пов'язані із старінням людей.